# 魔石グルメ 魔物の力を食べたオレは最強!
『魔石グルメ 魔物の力を食べたオレは最強！』（ませきグルメ まもののちからをたべたおれはさいきょう）は、結城涼による日本のライトノベル。2017年9月9日から2020年2月27日まで小説投稿サイト「小説家になろう」で連載された。その後、同サイトにてアフターストーリーが連載中。書籍版は2018年11月からカドカワBOOKS（KADOKAWA）より出版されている。
菅原健二による漫画版が2019年6月7日より『ドラドラしゃーぷ＃』（KADOKAWA）で連載を開始、その後2020年9月にオープンした『ドラドラふらっと♭』に移籍して連載されている。2020年6月には第2巻発売記念としてYouTubeでボイスコミックが公開された。

## 登場人物
声はボイスコミックの声優。
アイン
声 - 村瀬歩
オリビア
声 - 渕上舞
ローガス
声 - 長野伸二
カミラ
声 - 矢野優美華
執事
声 - 浅科准平

## 既刊一覧

### 小説
- 結城涼（著）・成瀬ちさと（イラスト） 『魔石グルメ 魔物の力を食べたオレは最強！』 KADOKAWA〈カドカワBOOKS〉、全9巻
  1. 2018年11月10日発売[7]、ISBN 978-4-04-072955-8
  2. 2019年3月9日発売[8]、ISBN 978-4-04-072957-2
  3. 2019年7月10日発売[9]、ISBN 978-4-04-073297-8
  4. 2019年11月9日発売[10]、ISBN 978-4-04-073298-5
  5. 2020年2月10日発売[11]、ISBN 978-4-04-073483-5
  6. 2020年6月10日発売[12]、ISBN 978-4-04-073675-4
  7. 2020年10月10日発売[13]、ISBN 978-4-04-073822-2
  8. 2021年2月10日発売[14]、ISBN 978-4-04-073824-6
  9. 2021年6月10日発売[15]、ISBN 978-4-04-074081-2

### 漫画
- 結城涼（原作）・成瀬ちさと（キャラクター原案）・菅原健二（作画） 『魔石グルメ 魔物の力を食べたオレは最強！』 KADOKAWA〈ドラゴンコミックスエイジ〉、既刊11巻（2025年3月7日現在）
  1. 2019年11月9日発売[16]、ISBN 978-4-04-073392-0
  2. 2020年6月9日発売[17]、ISBN 978-4-04-073688-4
  3. 2020年12月9日発売[18]、ISBN 978-4-04-073908-3
  4. 2021年8月6日発売[19]、ISBN 978-4-04-074208-3
  5. 2022年1月8日発売[20]、ISBN 978-4-04-074388-2
  6. 2022年7月8日発売[21]、ISBN 978-4-04-074595-4
  7. 2022年12月9日発売[22]、ISBN 978-4-04-074777-4
  8. 2023年6月9日発売[23]、ISBN 978-4-04-074989-1
  9. 2024年1月9日発売[24]、ISBN 978-4-04-075277-8
  10. 2024年9月9日発売[25]、ISBN 978-4-04-075513-7
  11. 2025年3月7日発売[26]、ISBN 978-4-04-075839-8